# Aurach (rivière)
Pour les articles homonymes, voir Aurach.
L'Aurach est une rivière autrichienne de 28 km de long qui coule dans le land de la Haute-Autriche. Elle coule depuis le massif du Salzkammergut vers l'Ager. Elle est donc un sous-affluent du Danube.